# 洋楽器
洋楽器（ようがっき）とは、日本古来の伝統楽器である「和楽器」に対して、「明治時代以降に西洋から伝来した楽器」という意味で用いられる楽器分類。
狭義に解釈すると「現代の西洋音楽で用いられる近代的楽器」の一群を指すので、「諸外国（西洋も含めて）の伝統楽器・民族楽器」には当てはまらない。
広義に解釈するならば、「民族楽器も含む諸外国の楽器」つまり「和楽器以外のすべての楽器」と考えるべきであろう。